# La Ville-Dieu-du-Temple
 La Ville-Dieu-du-Temple  es una población y comuna francesa, en la región de Mediodía-Pirineos, departamento de Tarn y Garona, en el distrito de Montauban y cantón de Montech.

## Demografía
| 1059 | 1158 | 1236 | 1362 | 1656 | 1744 |
| Para los censos de 1962 a 1999 la población legal corresponde a la población sin duplicidades (Fuente: INSEE [Consultar]) |      |      |      |      |      |